# 붉은부리고방오리
붉은부리고방오리(Red-billed teal)는 남아프리카 및 동아프리카에서 서식하는 풍부한 오리아과로, 보통 남위 10도 남쪽에 서식한다. 이 오리는 철새가 아니지만 적절한 물을 찾기 위해 먼 거리를 날아다닌다. 번식기 외에는 매우 사교적이며 큰 무리를 형성한다.

## 분류학
붉은부리고방오리는 1789년 독일의 자연주의자 요한 프리드리히 크멜린에 의해 칼 폰 린네의 《자연의 체계》의 개정판과 확장판에서 공식적으로 기술되었다. 그는 이를 오리속의 다른 모든 오리, 거위, 백조와 함께 분류하고 아나스 에리트로힌차(Anas erythrorhyncha)라는 이항식 이름을 만들었다.

## 묘사
붉은부리고방오리는 길이가 43~48cm이고, 검은 모자와 목덜미, 대조적인 창백한 얼굴, 그리고 밝은 붉은 부리를 가지고 있다. 몸 깃털은 흰색이 있는 칙칙한 짙은 갈색 가리비이다. 비행 결과, 2차 비행 깃털은 검은색 줄무늬가 있는 담황색이다. 성별은 비슷하지만, 어린 개체는 성체보다 더 둔하다.
조용한 종이지만, 수컷은 윙윙거리는 울음소리를 내는 반면, 암컷은 부드러운 청둥오리 같은 돌팔매를 가지고 있다.
붉은부리고방오리는 비교적 개방된 나라에 서식하는 담수 서식지의 새로, 잡식성이다. 주로 저녁이나 밤에 식물 먹이를 찾거나 육지에서 먹이를 찾는다. 물 근처의 울창한 초목에서 땅에 둥지를 꾼다.